# Tomoya Nakanishi
Tomoya Nakanishi (中西 倫也 Nakanishi Tomoya?, nacido el 12 de abril de 1994 en Wakayama) es un futbolista japonés que se desempeña como delantero.

## Trayectoria

### Clubes
| Club            | País  | Año         |
| --------------- | ----- | ----------- |
| Kataller Toyama | Japón | 2015 - 2017 |

## Estadística de carrera

### J. League
| Club            | Año   | J. League | J. League | Copa J. League | Copa J. League | Total | Total |
| Club            | Año   | Part.     | Goles     | Part.          | Goles          | Part. | Goles |
| --------------- | ----- | --------- | --------- | -------------- | -------------- | ----- | ----- |
| Kataller Toyama | 2015  | 26        | 6         | -              | -              | 26    | 6     |
| Kataller Toyama | 2016  | 24        | 1         | -              | -              | 24    | 1     |
| Kataller Toyama | 2017  | 0         | 0         | -              | -              | 0     | 0     |
| Total           | Total | 50        | 7         | 0              | 0              | 50    | 7     |